# انتقال یوزپلنگ آفریقایی به هند

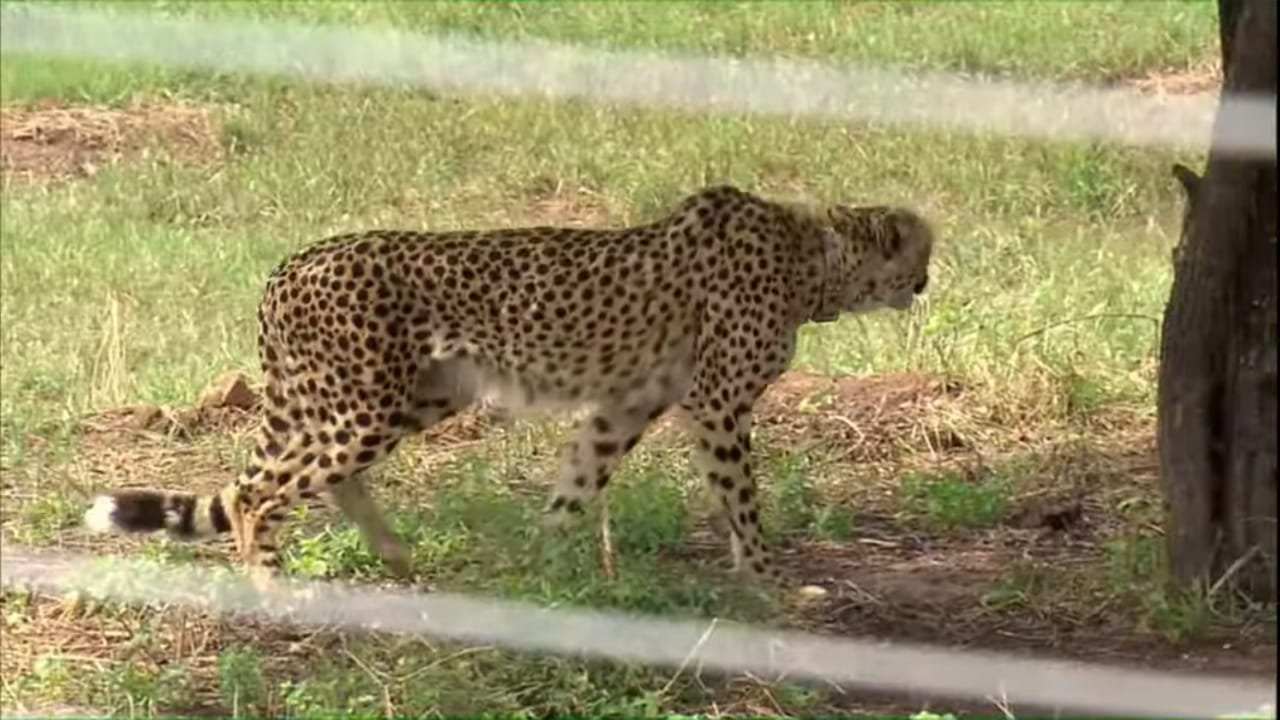
یک یوزپلنگ جنوب شرقی آفریقا در مرکز قرنطینهٔ پارک ملی کونو

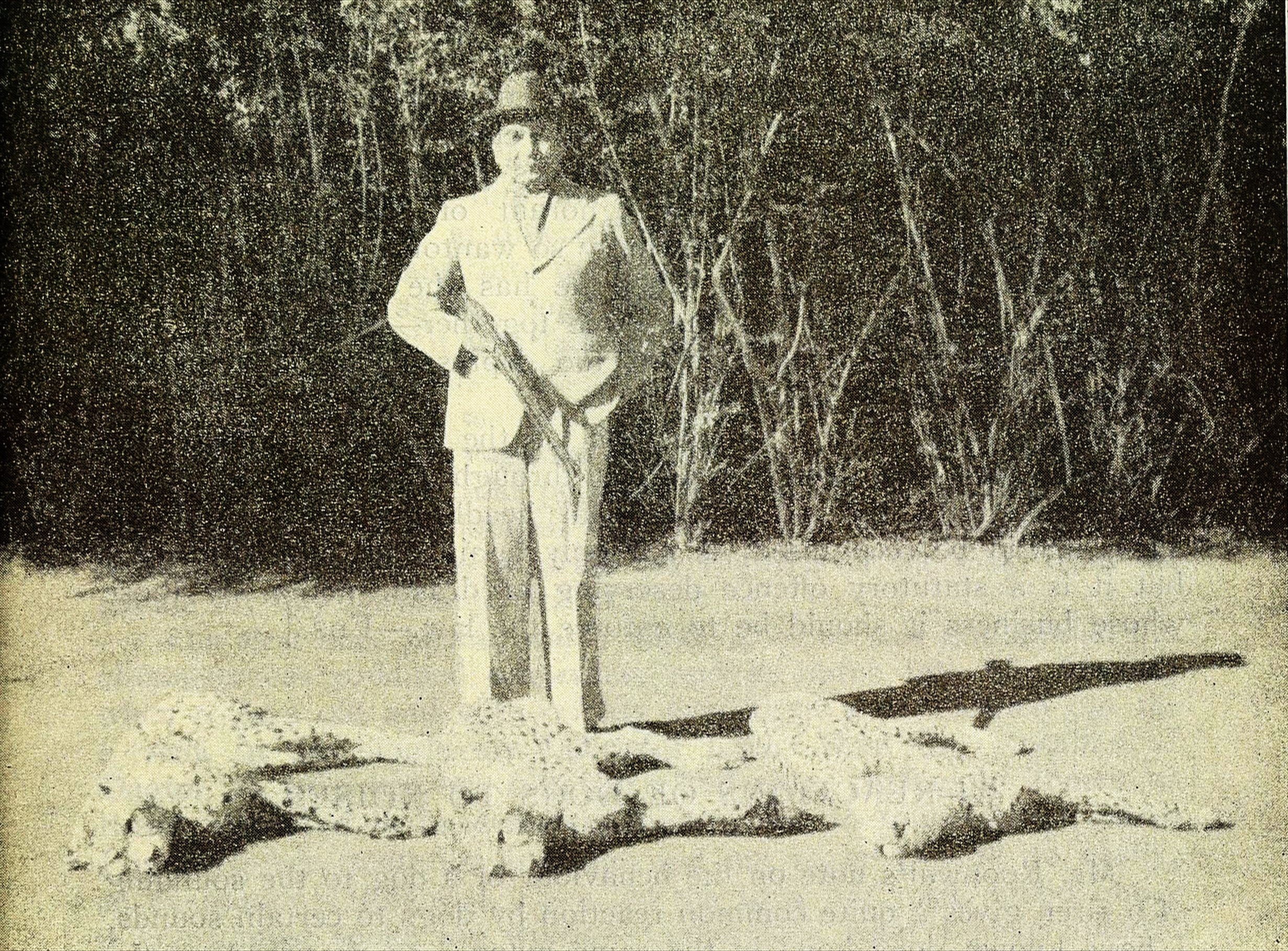
آخرین یوزپلنگ‌های آسیایی ثبت‌شده در هند، سه یوز نر از یک جفت، سال ۱۹۴۷ — در حالی که شب‌هنگام کنار هم نشسته بودند — با شلیک گلولهٔ مهاراجه رامانوج پراتاپ سینگ دیو از ایالت سورگوجا، مادیا پرادش، از پشت سر کشته شدند. منشی خصوصی او این تصویر را تهیه کرد که در ۹ ژانویهٔ ۱۹۴۸ به مجلهٔ انجمن تاریخ طبیعی بمبئی ارسال شد.

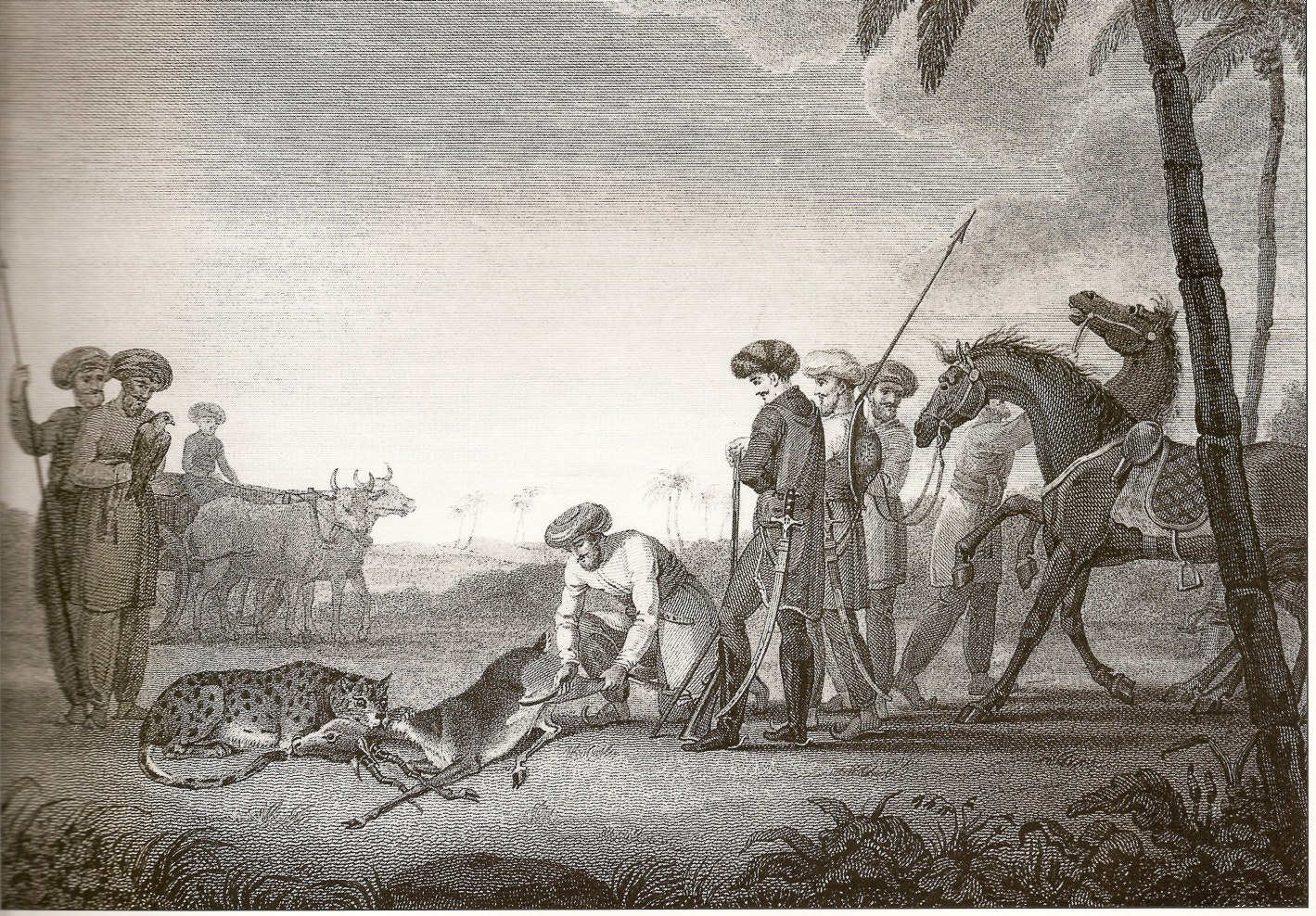
شکار گوزن سیاه با یوزپلنگ هندی؛ طراحی از جیمز فوربس، خاطرات شرقی، حدود ۱۸۱۲

زیرگونهٔ یوزپلنگ بومی هند — یوزپلنگ آسیایی (نام علمی: Acinonyx jubatus venaticus) — در اواسط قرن بیستم در آنجا منقرض شد. از آن زمان، این زیرگونهٔ آسیایی تنها در ایران و به تعداد بسیار کم در معرض خطر انقراض باقی مانده است. در سپتامبر ۲۰۲۲، تعداد کمی از یوزپلنگ‌های جنوب شرقی آفریقا (نام علمی: Acinonyx jubatus jubatus)، زیرگونه‌ای غیربومی در هند، از نامیبیا و آفریقای جنوبی به یک پارک ملی در هند منتقل شدند. این انتقال به پارک ملی کونو در مرکز هند به صورت کوتاه‌مدت توسط دیوان عالی هند در ژانویهٔ ۲۰۲۰ مجاز اعلام شد.
پیش از آنکه جنگل‌های خارستان در منطقهٔ پنجاب — در شمال غربی — برای کشاورزی و سکونت انسان از بین بروند، با علفزارهای بازی که گله‌های بزرگ سیاه‌کل در آنجا چرا می‌کردند، در هم آمیخته بودند؛ این گوزن‌ها در کنار شکارچی طبیعی اصلی خود، یوزپلنگ آسیایی، زندگی می‌کردند. در عصر جدید اولیه، اشراف جنوب آسیا از یوزپلنگ‌های اهلی‌شان برای شکار نگهداری می‌کردند. در نتیجه، سیاه‌کل دیگر گونه‌ای موجود در برابر این یوزپلنگ‌ها در منطقهٔ پنجاب نیست. ترکیبی از عوامل مشابه از جمله از بین رفتن زیستگاه، کاهش طعمه و شکار برای کسب امتیاز در دوران حکومت بریتانیا در هند منجر به انقراض یوزپلنگ آسیایی در سایر مناطق زیستگاه آن شد. آخرین شکار ثبت شده در سال ۱۹۴۷ رخ داد، زمانی که جنوب آسیا در آستانهٔ استعمارزدایی بود.
بحث‌ها در مورد معرفی یوزپلنگ پس از اواسط دههٔ ۱۹۵۰ آغاز شد. در دههٔ ۱۹۷۰ پیشنهادهایی به دولت‌های ایران داده شد، اما بی‌نتیجه ماند. از دههٔ ۱۹۸۰، دولت کنیا پیشنهادهایی ارائه داد، اما تا سال ۲۰۱۲، دیوان عالی هند پروژهٔ انتقال گونه‌ها را غیرقانونی اعلام کرد. در ژانویهٔ ۲۰۲۰، دادگاه این تصمیم خود را لغو کرد و اجازهٔ واردات تعداد کمی را به صورت آزمایشی صادر کرد. در ۱۷ سپتامبر ۲۰۲۲، پنج یوزپلنگ ماده و سه یوزپلنگ نر جنوب شرقی آفریقا، بین چهار تا شش سال، از راه هوایی از نامیبیا منتقل و در یک محوطهٔ قرنطینه‌شده در پارک ملی کونو در ایالت مادیا پرادش رها شدند. این جابجایی تحت نظارت لوری مارکر، از صندوق حفاظت از یوزپلنگ مستقر در نامیبیا و یادوندرادف جالا از موسسهٔ حیات‌وحش هند انجام شد. این یوزپلنگ‌ها که به قلاده‌های رادیویی مجهز بودند، در ماه نوامبر به محوطهٔ بزرگتری منتقل شدند. ۱۲ یوزپلنگ دیگر در فوریهٔ ۲۰۲۳ از آفریقای جنوبی وارد شدند و رهاسازی آنها در پارک از مارس ۲۰۲۳ آغاز شد. در آن ماه، یک یوزپلنگ چهار توله به دنیا آورد که اولین تولد یوزپلنگ زنده ثبت‌شده در هند در بیش از ۷۰ سال گذشته بود. اولین مرگ در اواخر همان ماه گزارش شد و تا ژانویهٔ ۲۰۲۴، ده حیوان جان خود را از دست داده بودند. 